# Saxifraga kongboensis
Saxifraga kongboensis är en stenbräckeväxtart som beskrevs av H. Sm.. Saxifraga kongboensis ingår i Bräckesläktet som ingår i familjen stenbräckeväxter. Inga underarter finns listade i Catalogue of Life.